# Luxemburgs kenteken

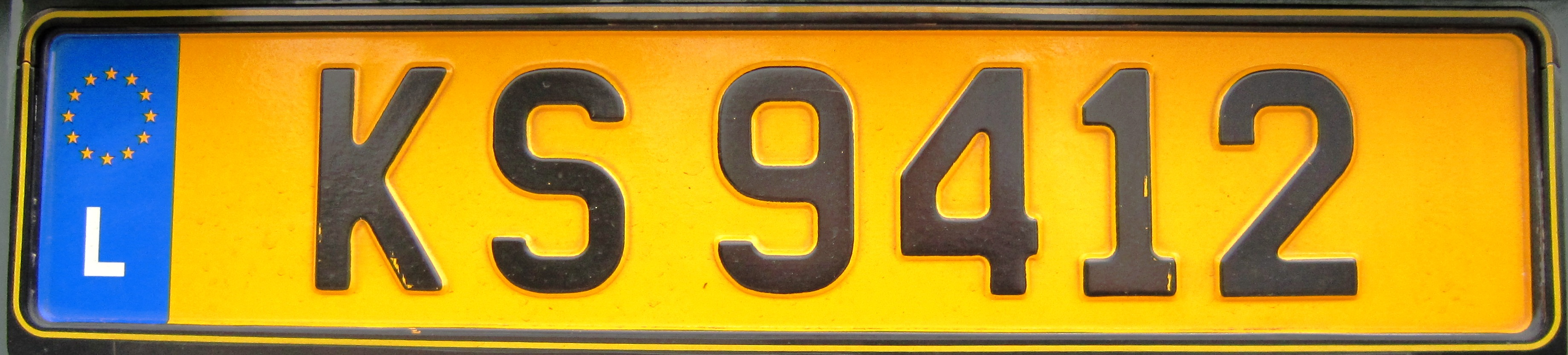

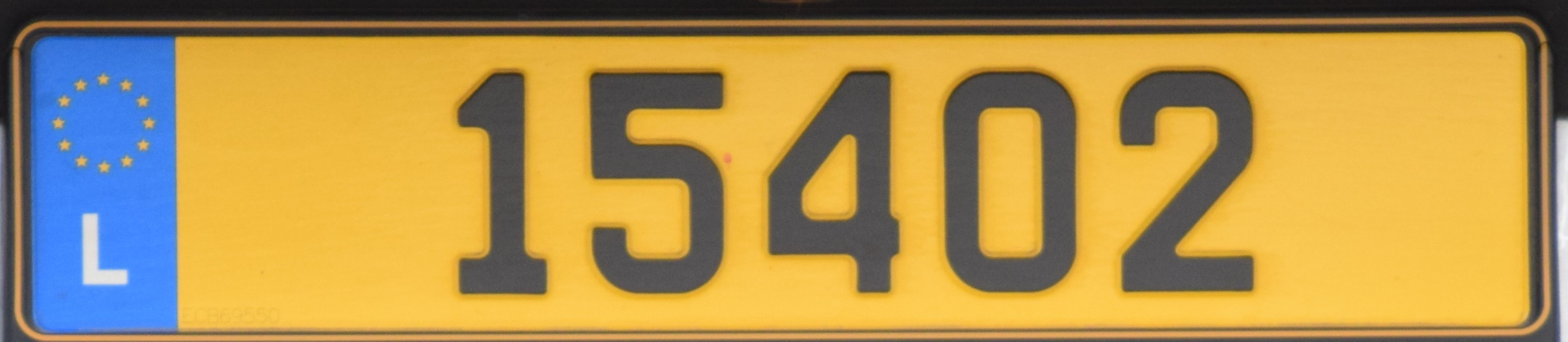

Het Luxemburgs kenteken bestaat uit één of twee letters en vier cijfers of uit vier of vijf cijfers zonder letters. In Luxemburg wordt de combinatie willekeurig gekozen en bestaan er geen regionale codes. Men kan de herkomst van een voertuig dus niet aflezen van het kenteken. De zwarte letters staan op een gele reflecterende achtergrond en zijn iets dikker dan de letters op Nederlandse kentekenplaten. Aan de linkerkant van het kenteken staat het EU-logo met daaronder de landcode L.
De SNCT (Société Nationale de Contrôle Technique) die instaat voor de technische controle van voertuigen is ook verantwoordelijk voor de uitgave van kentekens in Luxemburg.

## Bijzondere kentekenplaten

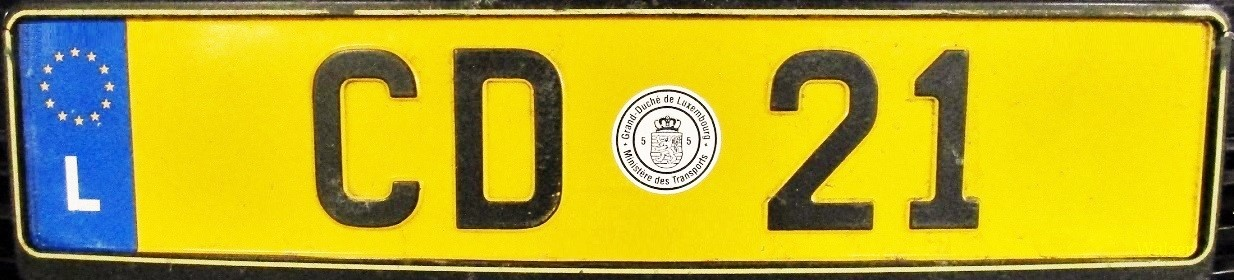
CD kenteken

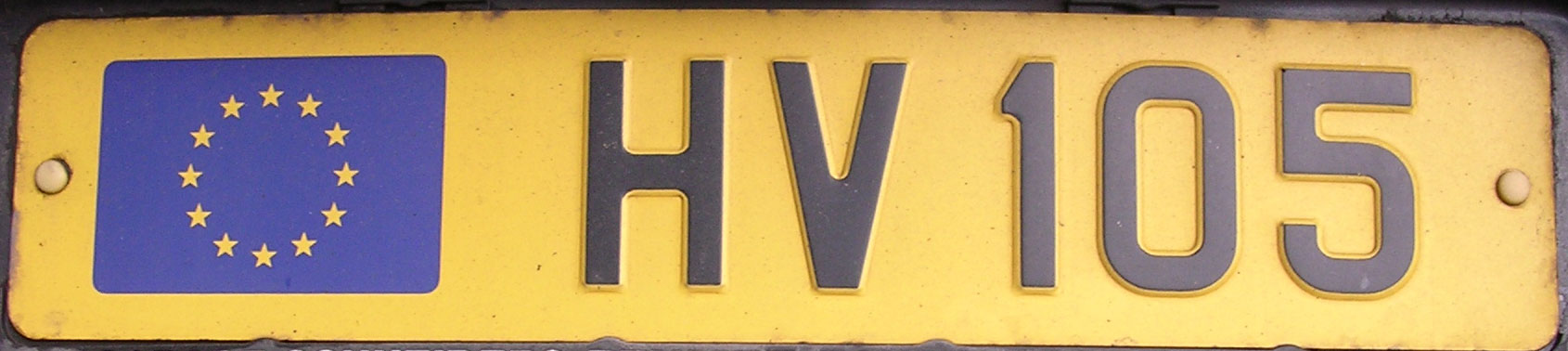
Oudere Luxemburgse kentekenplaat

Oude kentekenplaten bestaan uit twee letters en drie cijfers in de gewone kleuren (zwart en geel), deze oude kentekenplaten worden samen met het voertuig uit het verkeer genomen bij einde gebruik. Op deze kentekenplaten staat een grote EU-vlag.
Kentekens van nog oudere voertuigen bestaan uit witte cijfers op een zwarte achtergrond.
Kentekenplaten die beginnen met de letters CB zijn voorbehouden voor het Groothertoglijk Hof. CB staat voor "Château de Berg" en wordt gevolgd door vier cijfers, andere kentekenplaten die zijn voorbehouden voor de Groothertoglijke familie bestaan alleen uit twee cijfers met aan de linkerkant het Groothertoglijk wapenschild. Verder zijn er voor speciale gelegenheden tweekleurige kentekenplaten (bovenaan blauw en onderaan oranje) voorzien, Blauw en oranje zijn de huiskleuren van de Groothertoglijke familie. Deze kentekenplaten bestaan uit één of twee cijfers.
Kentekens van militaire voertuigen en dienstvoertuigen van hogere officieren bestaan uit witte letters en cijfers op een zwarte achtergrond. Aan de linkerkant van het kenteken staat het embleem van het Luxemburgs leger afgebeeld.

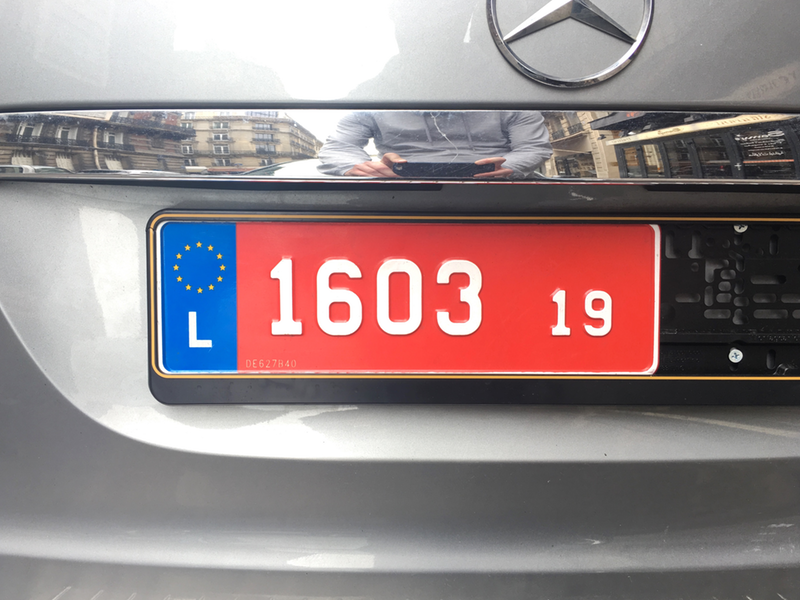
handelaars kentekenplaat

Handelaarskentekens zijn rood met witte tekens.

## Gepersonaliseerde kentekenplaten
In Luxemburg kan men, tegen betaling, zelf een nummerplaatcombinatie uitkiezen. Vaak worden de initialen plus de geboortedatum of het geboortejaar gekozen. Evenals in Duitsland worden bepaalde combinaties geweerd:

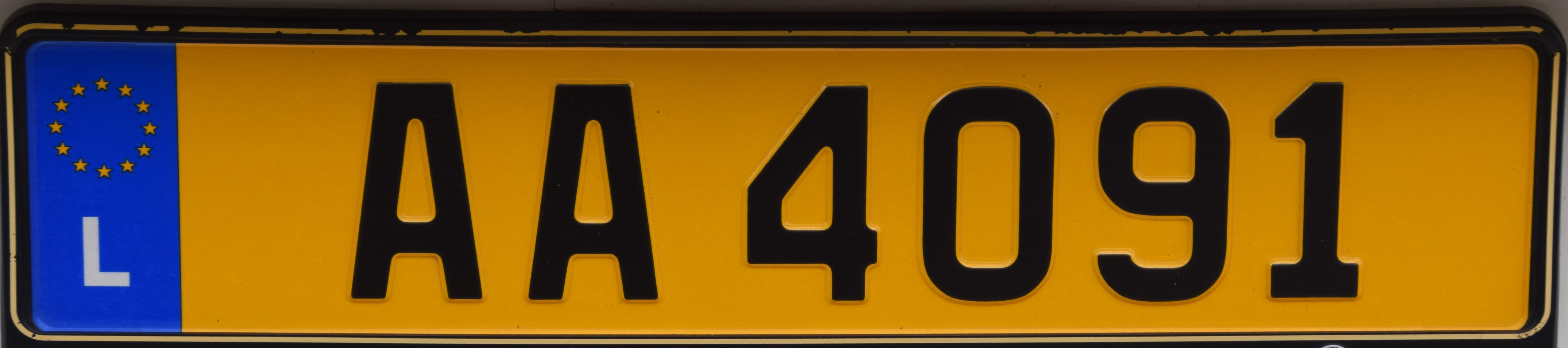
Overheids plaat

- De combinaties AA (staatsvoertuigen), CB (Groothertoglijk Hof), CD (corps diplomatique) en ZZ (beperktgebruikte voertuigen onder een speciaal belastingregime), omdat deze voor speciale categorieën gereserveerd zijn;
- De combinaties HJ (Hitlerjugend), KZ (Konzentrationslager, concentratiekamp), SA en SS vanwege associaties met het nazisme:
- De combinaties KK (caca, poep), WC en PD (pédé, pejoratieve term voor homoseksueel) omdat die in het Frans een schunnige bijbetekenis kunnen hebben.

Nummers van vier cijfers zijn gewild, maar niet meer verkrijgbaar, tenzij er net een nummer van vier cijfers is opgeheven.